# John Carter

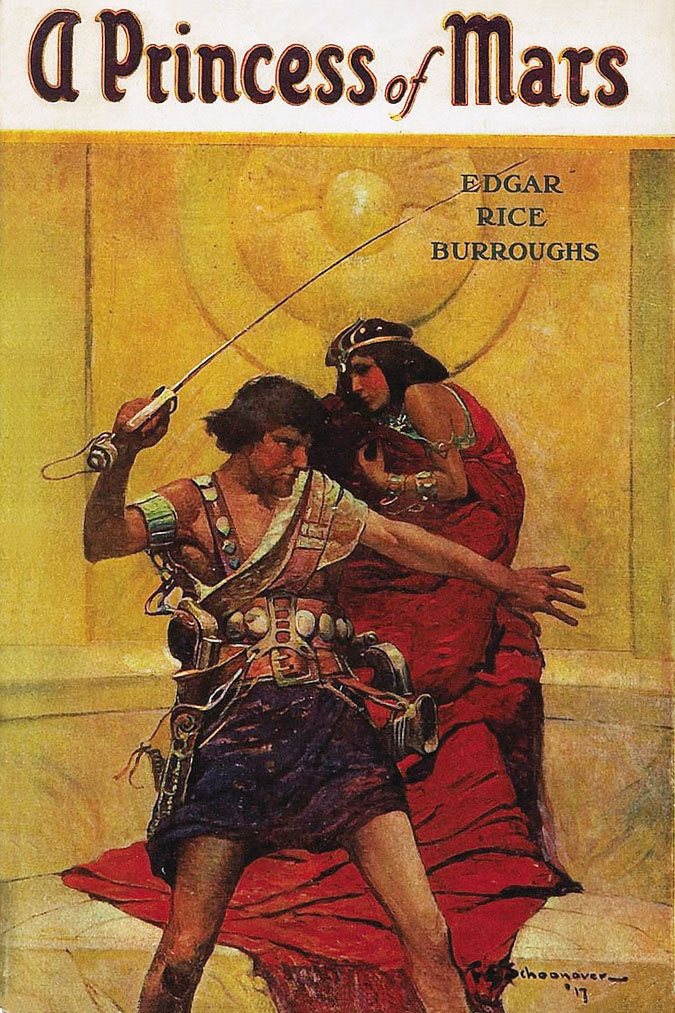
John Carter y Dejah Thoris en la cubierta de la primera edición de Una princesa de Marte, por Edgar Rice Burroughs, editada por McClurg, en 1912.

John Carter es un personaje de ficción creado por Edgar Rice Burroughs que aparece en la serie marciana de sus novelas.

## La historia de John Carter
El héroe apareció inicialmente en Una princesa de Marte, la primera novela de la serie marciana —entre julio y septiembre de 1912— que se publicó por capítulos en la revista All-Story Weekly con el título Bajo las lunas de Marte en 1912, y como libro en 1913.
Burroughs retrata al personaje como un ser inmortal. En efecto, no recuerda haber sido nunca niño. Las generaciones de su familia se refieren a él como el tío Jack, pero las ve crecer y morir, manteniéndose siempre en una edad próxima a los 30 años.
Su carácter y cortesía ejemplifican los ideales de su Virginia natal. Capitán durante la guerra civil estadounidense, se hace rico al encontrar una mina de oro en Arizona al acabar la guerra. Un día se esconde de los indios Apaches en una cueva y cae en una muerte aparente, pero es transportado misteriosamente en proyección astral a Marte, donde se reencarna en una forma idéntica a sí mismo.
En Marte, que los nativos marcianos llaman Barsoom, encuentra varias razas humanoides y formidables criaturas alienígenas que recuerdan a animales míticos de la Tierra. Descubre también su vocación como guerrero-salvador-pacificador del planeta, cuyas razas se enfrentan entre sí en guerras interminables. Logra ganar el corazón de la princesa Dejah Thoris de Helium y sacrifica su vida para salvar Barsoom tras diez años de aventuras.
Al despertar se encuentra otra vez en la Tierra en su cuerpo original. Al cabo de otros diez años muere, pero de nuevo se trata de una muerte aparente, y es transportado a Barsoom por segunda vez, en donde alcanza el honor de Señor de la Guerra. Luego, vuelve a la Tierra varias veces a contarle sus aventuras a su sobrino revelándole que ha conseguido dominar el proceso del viaje astral entre los dos mundos mientras su cuerpo reposa en una tumba especial que sólo puede abrirse desde dentro.

## Descripción de John Carter
Carter mide 6 pies y 2 pulgadas (1,88 m) y tiene los ojos gris acero y pelo negro muy largo. Burroughs lo describe como inmortal. En las primeras páginas de Una princesa de Marte, se revela que Carter no puede recordar su infancia (a pesar de ello cuando conoce a su hijo Carthoris lo describe diciendo "tenía ojos como los de mi madre"), después de haber sido siempre un hombre de unos treinta años. Muchas generaciones lo han conocido como "el tío Jack", pero siempre sobrevivió para verlas envejecer y morir, mientras que él seguía siendo joven. 
Su carácter y cortesía ejemplifican los ideales del sur estadounidense antes de la guerra. En Virginia, se desempeñó como capitán en la guerra civil estadounidense en el lado de la Confederación. Después de la guerra, los Carter se hicieron ricos mediante la búsqueda de oro en Arizona. Mientras se escondía de los apaches en una caverna, muere aparentemente; sin embargo, lo que ocurre es que deja su cuerpo inanimado detrás y  es misteriosamente transportado en forma de proyección astral al planeta Marte, donde se encuentra reencarnado en una forma idéntica a la terrenal. Acostumbrado a la mayor gravedad de la Tierra, Carter es mucho más fuerte allí y más ágil que los nativos de Marte.

## John Carter como personaje literario
El personaje es de tipo heroico, con las cualidades que se atribuyen al mito del héroe. Al igual que los caballeros andantes medievales se distingue por su valentía, sentido del honor, defensa del débil, carácter noble, aspiraciones aristocráticas, generosidad, amor a la batalla, exaltación de la amistad e idealización del amor.
En la lucha, aunque en Marte conocen las armas de fuego, rara vez se utilizan, prefiriéndose el empleo de los puños o las armas blancas, más propias de caballeros. Esta característica se da también en el otro personaje de Burroughs, el más conocido Tarzán.
Por otra parte, comparte caracteres con los dioses y semidioses de la antigüedad clásica, como la inmortalidad, la fuerza y la agilidad extraordinarias, la resistencia a la fatiga, la pronta recuperación de las heridas, etc. En lo posible, se trata de racionalizar estas cualidades atribuyéndolas en parte a la gravedad marciana o al poder curativo de sus hierbas medicinales.
En el aspecto amoroso, es destacable la dedicación exclusiva y caballeresca a su dama, Dejah Thoris, descartando cualquier mención explícitamente sexual o relación con otras mujeres, por muy atractivas y tentadoras que puedan resultar.
Aunque John Carter es el protagonista habitual de la serie, en algunos de los títulos lo son sus hijos Carthoris y Tara, e incluso su nieta Llana.

## Cultura actual

### Cine
El animador Bob Clampett quiso producir unos dibujos animados en los años 30, y finalmente aparecieron unos segundos de animación en un suplemento de una versión de home-video de Disney.
En 2012 Disney adaptó la película John Carter, que está protagonizada por Taylor Kitsch en el papel de John Carter

### Videojuegos
En 1978 Heritage Models publicó el videojuego John Carter, Warlord of Mars, que en 2015, la empresa británica Modiphius adquirió la licencia del videojuego, anunciando nuevos posibles videojuegos y juegos de mesa que se estrenaron en 2016.